# Ma Su
En aquest nom xinès, el cognom és Ma (馬).
Ma Su (190 – 228) va ser un estrateg militar que serví al Regne de Shu durant el període dels Tres Regnes de la Xina. Fou el germà menor de l'assessor de Shu, Ma Liang. Ma Su tenia talents extraordinaris en estratagemes militars i va ser admirat pel Primer Ministre de Shu, Zhuge Liang. Tanmateix, un error tàctic de Ma Su a la batalla de Jieting va donar lloc al fet que Shu patira una gran derrota per part de Zhang He, un general del Regne de Wei.
Molta dramatització envolta a la mort de Ma Su en la novel·la històrica del Romanç dels Tres Regnes igual que a l'òpera pequinesa Derrota de Jieting, Ma Su hauria estat decapitat per ordre de Zhuge Liang. Tanmateix, d'acord amb les biografies de Ma Su i el seu amic Xiang Lang (向朗) en el Registre dels Tres Regnes, Ma Su va intentar fugir després de la derrota a Jieting però va ser capturat. Finalment morí d'una malaltia a la presó abans que ordenaren el seu ajusticiament.